# Тромбоз центральної вени сітківки
Тромбо́з центра́льної ве́ни сіткі́вки — закупорка центральної відвідної судини сітківки ока (vena centralis retinae). Головним симптомом є безболісне зниження гостроти зору.

## Клінічні прояви
Хворий найчастіше скаржиться на безболісне зниження гостроти зору, зір через вуаль. При огляді очного дна (офтальмоскопії) можна помітити крововиливи в сітківку, ватоподібні вогнища чи набряк диску зорового нерву.

## Причини і наслідки
Причини захворювання чітко не визначені. Доведено значення підвищеного рівня гематокриту, загальні фактори ризику для розвитку тромбозу. Ускладненням захворювання може бути зниження гостроти зору, аж до повної сліпоти. Пізніше може розвиватися підвищення внутрішньоочного тиску (неоваскулярна глаукома).

## Лікування
- Лазерне лікування (ретинальна фотокоагуляція).
- Медикаментозні ін'єкції в скловидне тіло.
- Тромболіз і гемодилюція.[1]

В останні роки впроваджуються нові хірургічні методи лікування. (наприклад, «радіальна нейротомія» чи «декомпресія» зорового нерву).